# Шитиков, Иван Павлович
Иван Павлович Шитиков (1923—1995) — Герой Советского Союза, гвардии младший лейтенант, парторг 3-го стрелкового батальона 17-го гвардейского стрелкового полка, 5-я гвардейская стрелковая дивизия, 11-я гвардейская армия, 3-й Белорусский фронт.

## Биография
Родился 5 мая 1923 года в деревне Грамозовка в семье крестьянина. Окончил 5 классов. Перед войной семья переехала в Павловский Посад. Работал на ткацкой фабрике в Павловском Посаде. В армии с ноября 1941 года. В действующей армии с января 1942 года. Окончил курсы политсостава в 1944 году.

## Подвиг

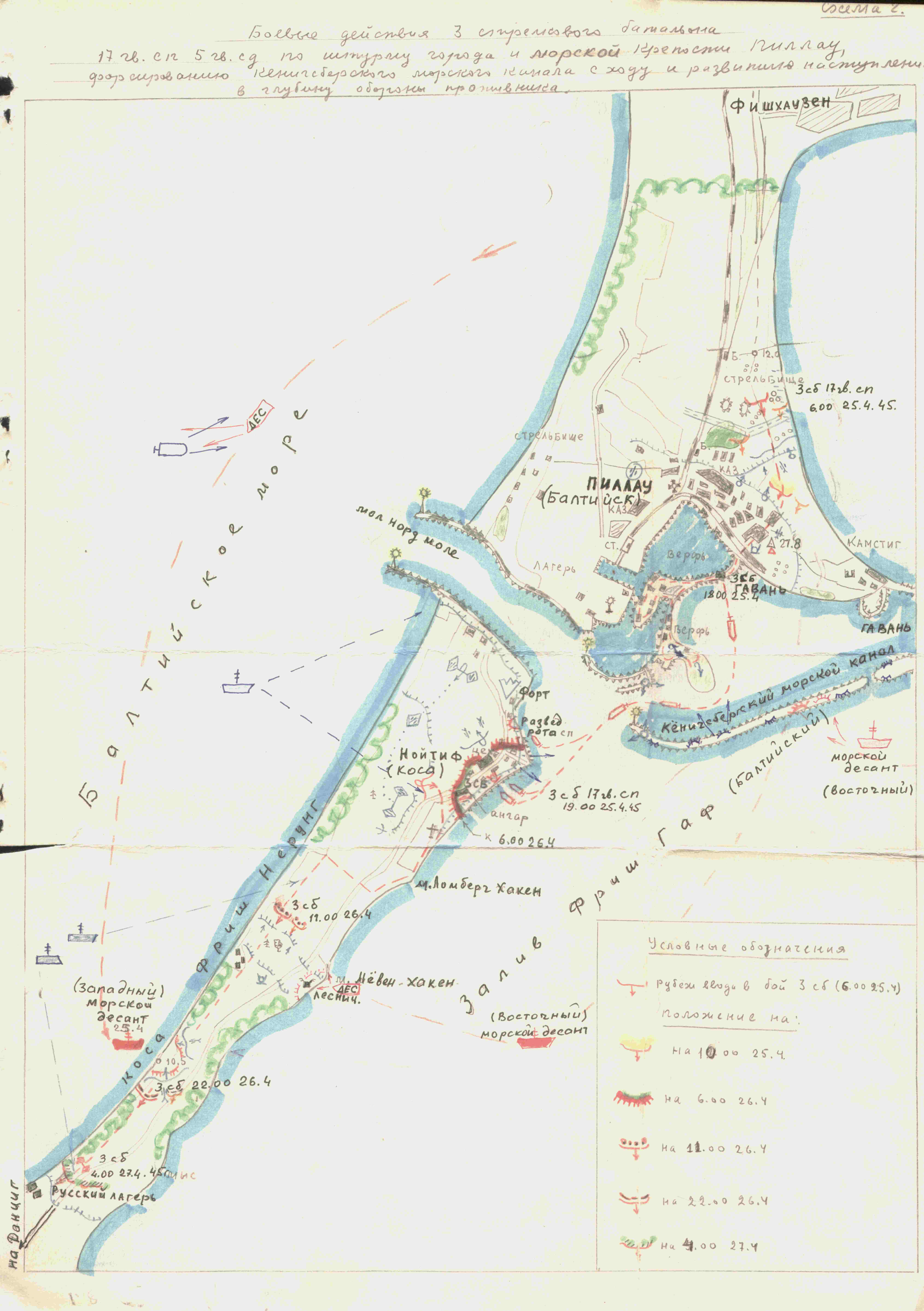
Боевые действия 3-го сб 17 гв. сп 5 гв. сд (комбат А. Дорофеев) в штурме Пиллау (Балтийск), при форсировании пролива Зеетиф, высадке десанта и захвате плацдарма на косе Фрише-Нерунг.

Гвардии младший лейтенант Шитиков И. П. в ночь на 26 апреля 1945 года в составе 3-го стрелкового батальона под командованием гвардии майора Дорофеева А. В. и заместителя командира батальона по политической части Панкратова В. Н. в числе первых под сильным огнём противника форсировал пролив Зеетиф, соединяющий Балтийское море с заливом Фриш-Гаф (Фришес-Хафф), высадился на берегу косы Фрише-Нерунг. Личным примером воодушевлял товарищей при отражении многочисленных контратак противника и в боях при удержании плацдарма. Батальон высадился на участке, указанном командиром полка подполковником Банкузовым, чтобы захватить плацдарм на побережье и обеспечить подход главных сил дивизии генерала Петерса Г. Б. На десантников обрушился шквал огня. С подходом второго эшелона батальона под командованием капитана Чугуевского Л. З. парторг И. Шитиков поднял боевых товарищей в контратаку. В этом бою он получил тяжёлое ранение.
За героический бой на плацдарме в мае 1945 года к званию Герой Советского Союза были представлены девять военнослужащих 3-го батальона 17-го гвардейского стрелкового полка (командир полка Банкузов, Анатолий Иванович), в том числе и командир батальона гвардии майор А. В. Дорофеев. Восьмерым солдатам и офицерам батальона это звание было присвоено 29 июня 1945 года.
После войны продолжал службу в армии. В 1953 году в звании майора уволен в запас. Жил и работал в городе Павловский Посад.
Умер 15 марта 1995 года. Hохоронен на Центральном кладбище, в городе Павловский Посад.

## Награды
- Медаль «Золотая Звезда» Героя Советского Союза (29 июля 1945);
- орден Ленина (29.06.1945);
- орден Отечественной войны 1-й степени (11.03.85);
- орден Красной Звезды (19.04.1945);
- медали, в том числе:
  - «За отвагу» (25.06.1944);
  - Жукова (1994);
  - «За боевые заслуги» (1951);
  - «В ознаменование 100-летия со дня рождения Владимира Ильича Ленина» (1970);
  - «За победу над Германией в Великой Отечественной войне 1941—1945 гг.» (1945);
  - «За взятие Кёнигсберга» (1945);
  - «Ветеран труда» (1975).

## Почётный гражданин
11 марта 1988 года Шитикову присвоено звание «Почётный гражданин города Павловский Посад».

## Память
- Имя Героя высечено золотыми буквами в зале Славы Центрального музея Великой Отечественной войны в Парке Победы г. Москва.
- На могиле Героя установлен надгробный памятник.

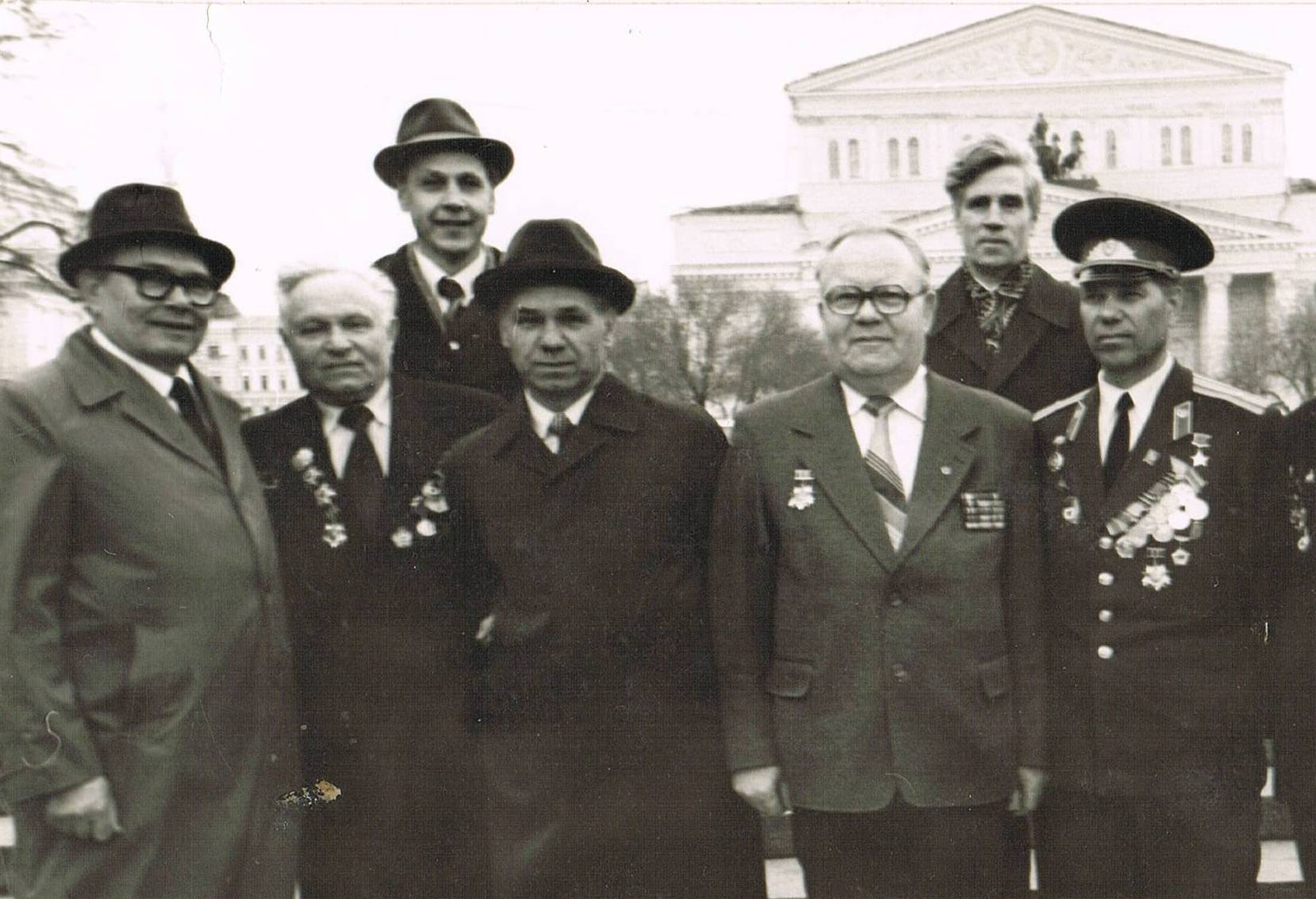
Ветераны СССР Москва. День Победы 1981. Командиры стрелковых батальонов 5-й гв. сд. 1945 года (слева) Зайцев, Лопата, Клюев, А. В. Дорофеев (с 1995 г. Герой России) и Герой Советского Союза И. П. Шитиков.